# Vaterita
La vaterita es un mineral de la clase de los minerales carbonatos y nitratos. Fue descubierta en 1911 en el condado de Antrim (Irlanda), siendo nombrada así en honor del alemán Heinrich Vater, profesor de mineralogía y química.

## Características químicas
Es un carbonato de calcio hidratado y sin aniones adicionales, polimorfo de la calcita y aragonito, los cuales tienen la misma fórmula pero cristalizan en otros sistemas cristalinos. Puede ser estabilizado por sulfato. No es infrecuente como biomineral. Es metaestable por debajo de 400 °C.
Cristaliza en el sistema hexagonal, clase 6/m 2/m 2/m. Los cristales de vaterita se convierten en calcita cuando se calienta en seco por encima de 440 °C, mientras que se convierte a aragonito o calcita cuando se hierve en agua.

## Formación y yacimientos
Es uno de los constituyentes principales de un complejo hidrogel de silicato de calcio carbonatado, formado a partir de la larnita. Es un mineral formador de rocas a baja temperatura por hidratación de silicatos cálcicos metamórficos en presencia de atmósfera de CO2, en mármoles y conglomerados ligeramente metamorfizados, así como formando costras a la intemperie.
Suele encontrarse asociado a otros minerales como: calcita, aragonito, torbernita, hidrogranates o caolinita.